# ASTT Miramas
L'Association Sportive de Tennis de Table de Miramas est un club français de tennis de table situé à Miramas. L'équipe masculine du club évolue en Pro B pour la saison 2018-2019.

## Histoire du club
L'équipe féminine du club monte en Pro B à l'issue de la saison 2006-2007. Les filles de l'ASTT remporte l'année suivante la TT Intercup en battant en finale Marmande, puis se crashent l'année suivante en terminant dernières du championnat. Mais le club est sauvé administrativement à la suite des retraits du TTC Nantes et de l'ACS Fontenay-sous-Bois. Se renforçant, le club termine vice-Champion de Pro B en 2011 mais refuse l'accession en Pro A pour des difficultés financières. L'année suivante, le club emmené par deux chinoises termine à la seconde place du classement, à égalité de point avec le champion de France Poitiers et va, contrairement à l'année précédente, accepter la montée en Pro A.
Pour sa première saison en Pro A, le club termine à la dernière place mais est repéché à la suite d'un désistement d'une équipe de l'élite. Les années suivantes sont plus calmes et le club se maintient sportivement durant trois ans. En parallèle, l'équipe masculine remporte le championnat de Nationale 1 et accède à la pro B en 2015. Le club présente ainsi ses deux équipes fanions dans les championnats professionnels. Le club désengage son équipe féminine à l'issue de la saison 2015-2016 de la Pro A au profit de son équipe masculine qui s'est maintenu en Pro B. La saison suivante, celle-çi finit à la 3ème place à 4 points du deuxième saint-Denis.

## Effectif 2011-2012
- Bin Li (N°24 FFTT)
- Tong LI (N°19)
- Naomi Owen (N°69)
- Madeleine Melcher (N°122)
- Roza Soposki (N°182)

## Palmarès
- Vice-champion de Pro B en 2012
- Vice-champion de Pro B en 2011
- Vainqueur de la TT Intercup en 2008

## Bilan par saison

### Equipe Masculine
| Saison    | Champ. | Cl | Pts | J  | V  | N | D  | Pé | Pp | Pc | Diff |
| --------- | ------ | -- | --- | -- | -- | - | -- | -- | -- | -- | ---- |
| 2017-2018 | Pro B  | 4e | 43  | 18 | 11 | 0 | 7  | -  | 43 | 32 | +11  |
| 2016-2017 | Pro B  | 3e | 40  | 18 | 12 | 0 | 6  | -  | 40 | 30 | +10  |
| 2015-2016 | Pro B  | 9e | 27  | 18 | 3  | 3 | 12 | -  | 38 | 60 | -22  |

### Equipe Féminine
| Saison    | Champ. | Cl     | Pts | J  | V  | N  | D  | Pé | Pp | Pc | Diff |
| --------- | ------ | ------ | --- | -- | -- | -- | -- | -- | -- | -- | ---- |
| 2015-2016 | Pro A  | 7e     | 23  | 14 | 3  | 3  | 8  | -  | 28 | 45 | -17  |
| 2014-2015 | Pro A  | 4e     | 39  | 18 | 8  | 5  | 5  | -  | 52 | 42 | +10  |
| 2013-2014 | Pro A  | 5e     | 36  | 18 | 4  | 10 | 4  | -  | 51 | 51 | 0    |
| 2012-2013 | Pro A  | 9ème** | 27  | 18 | 2  | 5  | 11 | -  | 36 | 63 | -27  |
| 2011-2012 | Pro B  | 2e     | 45  | 18 | 13 | 1  | 4  | -  | 60 | 35 | +25  |
| 2010-2011 | Pro B  | 2ème*  | 41  | 16 | 10 | 5  | 1  | -  | 56 | 31 | +25  |
| 2009-2010 | Pro B  | 6e     | 35  | 18 | 6  | 6  | 5  | 1  | 47 | 51 | -4   |
| 2008-2009 | Pro B  | 10e    | 25  | 18 | 0  | 7  | 11 | -  | 34 | 64 | -30  |
| 2007-2008 | Pro B  | 5e     | 36  | 18 | 5  | 8  | 5  | -  | 52 | 51 | +1   |